# Корець Галина Миколаївна
Галина Миколаївна Корець (нар. 2 травня 1950, Волинська область) — українська радянська діячка, новатор виробництва, полірувальниця Володимир-Волинської меблевої фабрики Волинської області. Депутат Верховної Ради УРСР 10-го скликання.

## Біографія
Народилася в селянській родині.
З 1967 року працювала колгоспницею на фермі колгоспу імені Леніна Любомльського району Волинської області.
Освіта середня. Закінчила Володимир-Волинське професійно-технічне училище Волинської області.
З 1969 року — оздоблювальниця, полірувальниця Володимир-Волинської меблевої фабрики Волинської області. Очолювала бригаду на меблевій фабриці. Ударник комуністичної праці, наставник молоді.
Потім — на пенсії в місті Володимир Волинської області.

## Нагороди
- орден Трудової Слави III-го ст.
- медалі